# Buma Exportprijs

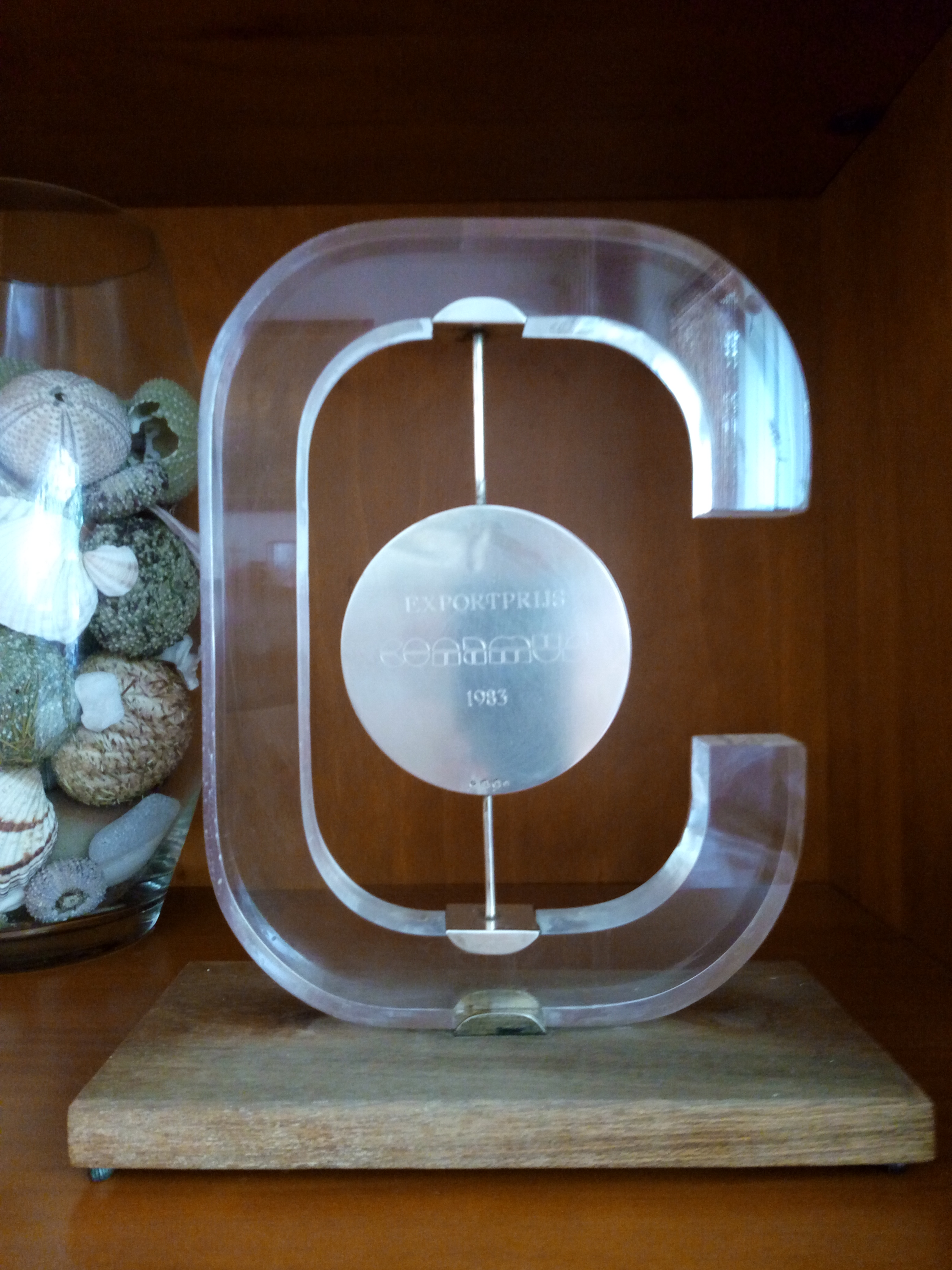
1983 trofee

De Buma Exportprijs, tot en met 2005 de Conamus Exportprijs, was van 1972 tot circa 2011 een Nederlandse muziekprijs die Buma Cultuur jaarlijks naast de Gouden Harp en de Zilveren Harp heeft toegekend. De Exportprijs was bestemd voor de meest succesvolle artiesten, muziekproducers en auteurs op het gebied van Nederlands auteursrecht in het buitenland.
In mei 2014 werd de vervanger gepresenteerd, de Buma Rocks! Export Award, waarvan Adje Vandenberg de eerste winnaar werd.

## Lijst van winnaars
Conamus Exportprijs:
- 1972: Hans van Hemert, Harry van Hoof, Mouth & MacNeal voor het lied How Do You Do
- 1973: Focus voor hun gehele oeuvre
- 1974: Golden Earring voor hun gehele oeuvre
- 1975: George Baker Selection voor het lied Una paloma blanca
- 1976: Pussycat voor hun gehele oeuvre
- 1977: Champagne voor hun gehele oeuvre
- 1978: Pierre Kartner voor zijn werk als Vader Abraham
- 1979: Luv', Hans van Hemert, Piet Souer, Pim ter Linde voor hun gehele oeuvre
- 1980: Earth and Fire voor hun gehele oeuvre
- 1981: Jaap Eggermont en Martin Duiser voor de medley Stars on 45
- 1982: Jaap Eggermont, Martin Duiser en Tony Sherman voor de medley Stars on Stevie
- 1983: The Shorts, Jack Jersey en Eddy de Heer voor het lied Comment ça va en Golden Earring
- 1984: VOF de Kunst voor het lied Suzanne
- 1985: Video Kids en Bolland & Bolland
- 1986: Bolland & Bolland voor hun gehele oeuvre
- 1987: Bolland & Bolland voor het lied In the army now door Status Quo
- 1988: Bolland & Bolland voor de single Love house door Samantha Fox
- 1989: Bolland & Bolland
- 1990: Candy Dulfer voor het album Saxuality
- 1991: Candy Dulfer voor het album Saxuality
- 1992: Ten Sharp voor het album Under the water-line en Ton van den Bremer voor zijn label ToCo International
- 1993: Candy Dulfer voor het album Sax-a-go-go
- 1994: Twenty 4 Seven
- 1995: Doop
- 1996: André Rieu voor het albums Strauß & co en Wiener melange
- 1997: André Rieu en het Johann Strauß Orchestra voor de albums Strauß & co, Stille nacht, Wiener melange en In concert
- 1998: André Rieu en het Johann Strauß Orchestra voor meerdere albums
- 1999: Vengaboys
- 2000: Vengaboys
- 2001: Jan Smit
- 2002: Marco Borsato
- 2003: Within Temptation
- 2004: Within Temptation
- 2005: Within Temptation

Buma Exportprijs:
- 2006: Within Temptation
- 2007: Tiësto
- 2008: André Rieu en Giorgio Tuinfort
- 2009: André Rieu
- 2010: André Rieu
- 2011: André Rieu
- 2012: ? (mogelijk geen)
- 2013: ? (mogelijk geen)

Buma Rocks! Exportprijs:
- 2014: Adje Vandenberg, voor het oprichten van de band Vandenberg's MoonKings
- 2015: Epica
- 2016: Within Temptation
- 2017: Textures
- 2018: Floor Jansen
- 2019: Anneke van Giersbergen